# De Tempel (Overschie)

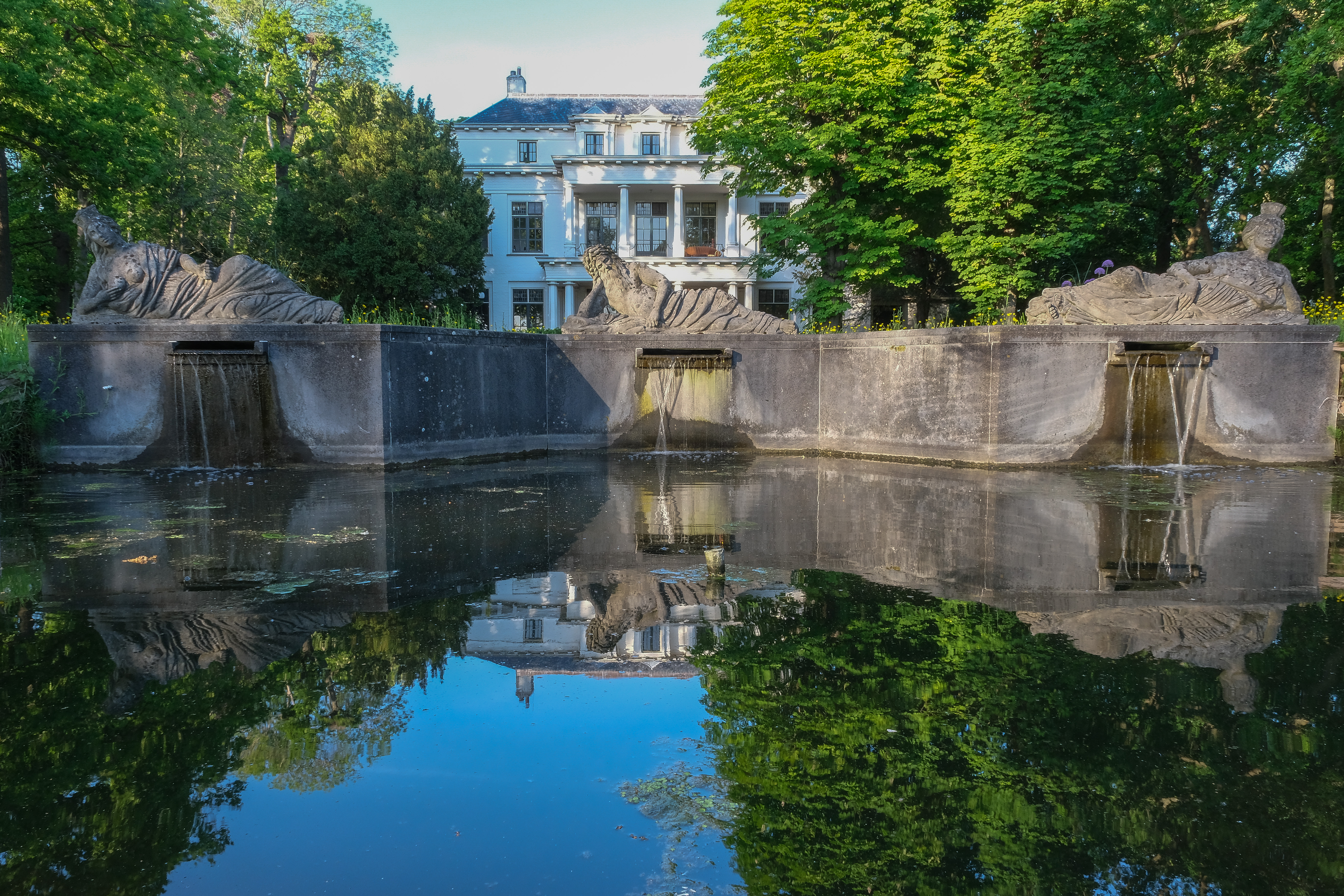
Natuurmonumenten

De Tempel is een buitenplaats in de Nederlandse gemeente Rotterdam.
De buitenplaats aan de Delftse Schie in Overschie telt zo'n 20 rijksmonumenten. Het huidige hoofdgebouw is uit 1939, maar de buitenplaats is ontstaan uit een middeleeuwse hofstede rond 1485, die onder meer in handen is geweest van Johan van Oldenbarneveldt. Johan van der Hoeven voegde later de buitenplaats samen met de heerlijke rechten van heerlijkheid Tempel bij Rodenrijs. In 1946 is de buitenplaats in handen gekomen van de gemeente Rotterdam. De buitenplaats is vervolgens in gebruik geweest als conferentieoord. Later werd er een afdeling van het Delta Psychiatrisch Centrum in gevestigd. Sinds 2021 is het parkbeheer in handen van Vereniging Natuurmonumenten. Alle tuinbeelden worden gerestaureerd en teruggeplaatst. In historisch museum Oud Overschie is er in 2022 een expositie aan gewijd. De panden zelf zijn nog in bezit van gemeente Rotterdam en worden verhuurd in afwachting van definitieve plannen.

## Zie ook

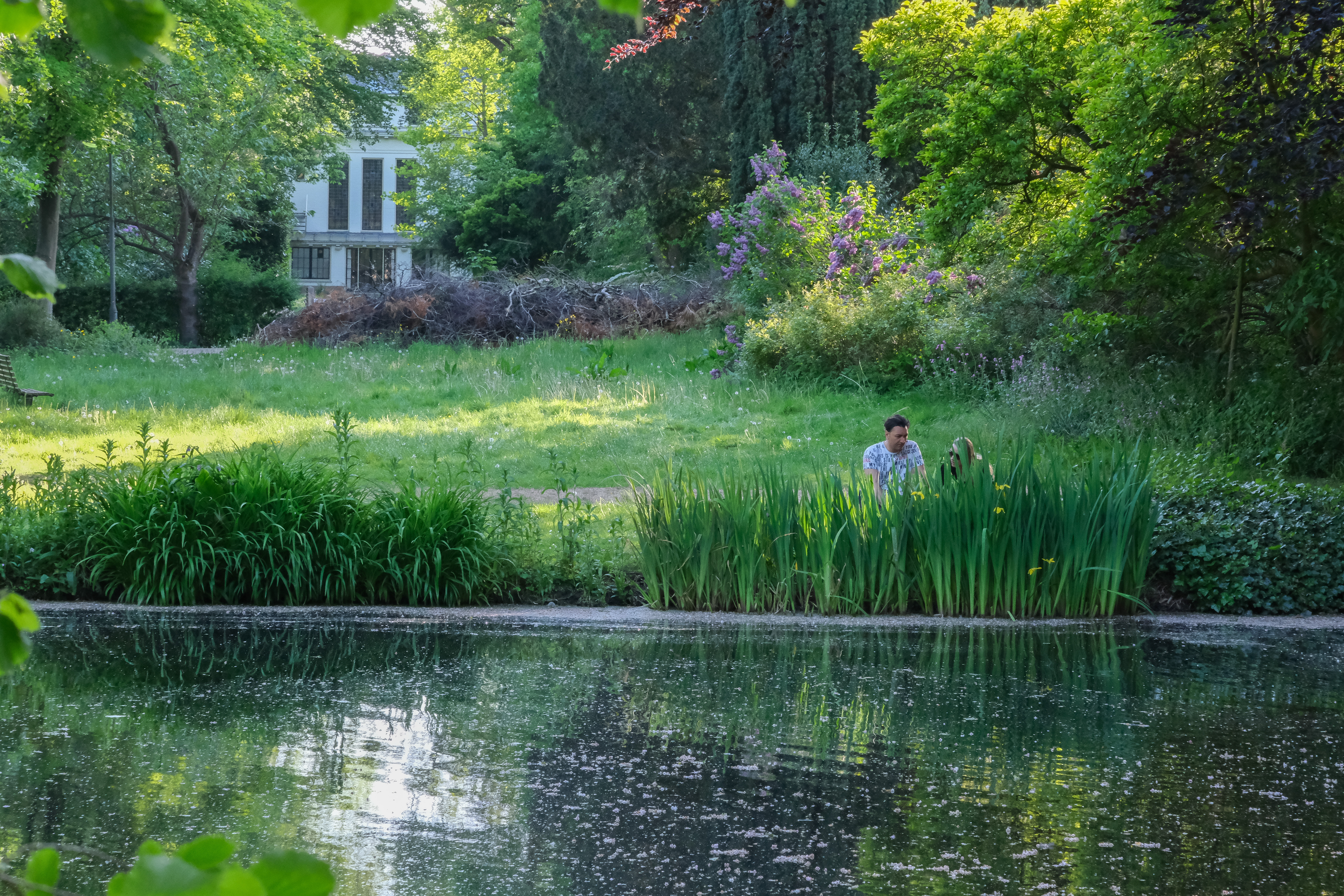
Natuurmonumenten

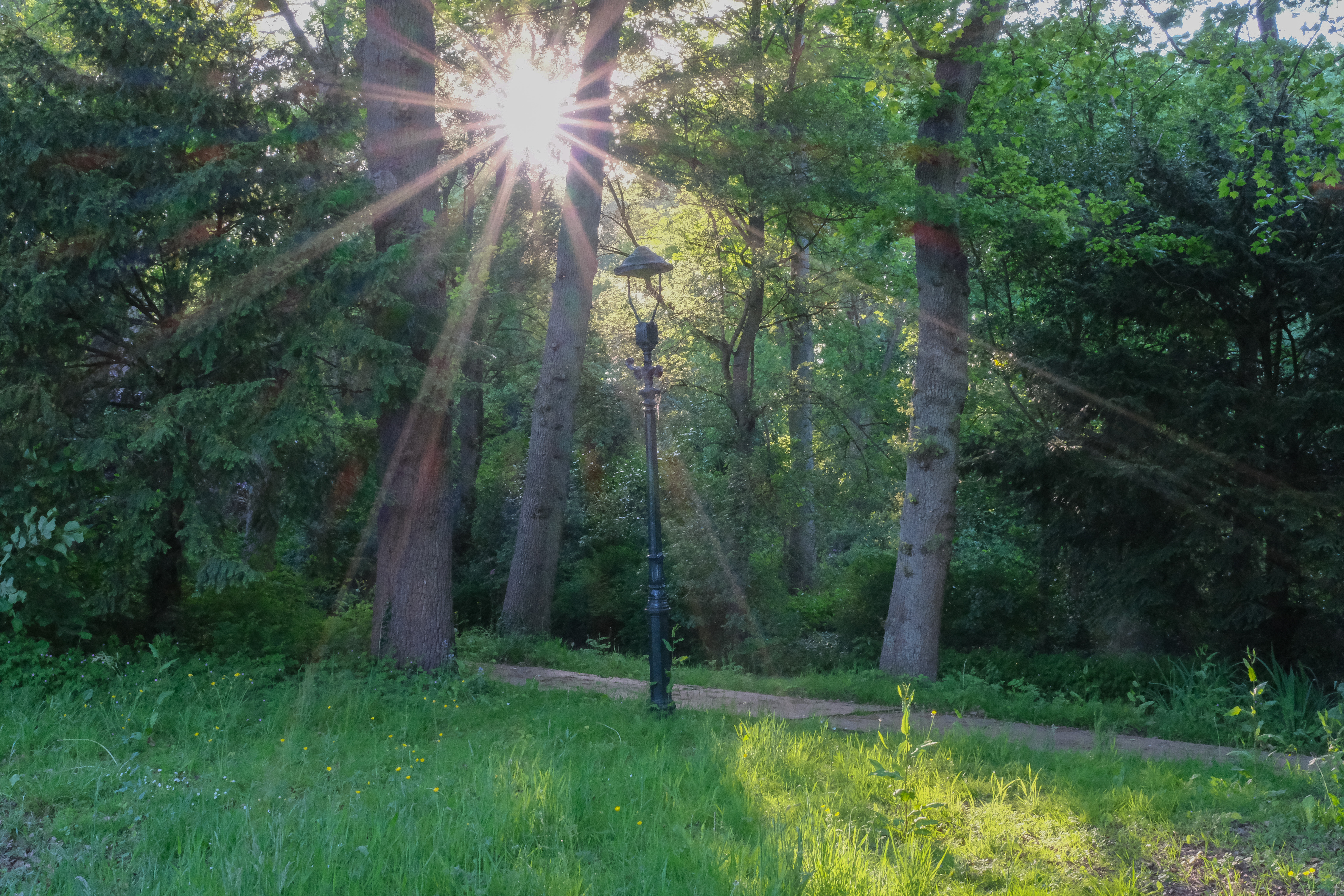
Natuurmonumenten